# Mikulin-Parcela
Mikulin-Parcela – część miasta Jeżów w Polsce, położona w województwie łódzkim, w powiecie brzezińskim, w gminie Jeżów
Do 1 stycznia 2023 kolonia w Polsce położona w województwie łódzkim, w powiecie brzezińskim, w gminie Jeżów.
W latach 1975–1998 miejscowość należała administracyjnie do województwa skierniewickiego.